# Фер, Адольф
Адольф Максимилиан Фер (нем. Adolf Maximilian Fehr; 7 апреля 1904, Лейпциг, Королевство Саксония — 11 мая 1992, Винтертур, Цюрих) — швейцарский хоккеист на траве, полузащитник, нападающий. Участник летних Олимпийских игр 1928 и 1936 годов.

## Биография
Адольф Фер родился 7 апреля 1904 года.
Играл в хоккей на траве за «Грассхопперс» из Цюриха.
В 1928 году вошёл в состав сборной Швейцарии по хоккею на траве на летних Олимпийских играх в Амстердаме, поделившей 7-8-е места. Играл на позициях полузащитника и нападающего, провёл 4 матча, мячей не забивал.
В 1936 году вошёл в состав сборной Швейцарии по хоккею на траве на летних Олимпийских играх в Берлине, поделившей 7-9-е места. Играл на позициях полузащитника и нападающего, провёл 4 матча, забил 1 мяч в ворота сборной Дании.
Умер 11 мая 1992 года в швейцарском городе Винтертур.

## Семья
Брат — Вернер Фер (?—1943), швейцарский хоккеист на траве. Участник летних Олимпийских игр 1928 года.